# Józef Bilczewski
Svatý Mons. prof. Józef Bilczewski (ukrajinsky Йосип Більчевський, 26. dubna 1860, Wilamowice – 20. března 1923) byl latinský arcibiskup lvovský polského původu, který byl v roce 2005 prohlášen za svatého.

## Dílo
- Josef Bilczewski, Archaelogie křesťanská ve službách dějin církevních a věrouky, Praha : V. Kotrba, 1898.
- Josef Bilczewski, Eucharistie ve světle nejstarších památek literárních, ikonografických a epigrafických, Praha : Cyrillo-Methodějská knihtiskárna a nakladatelství V. Kotrba, 1910.
- Josef Bilczewski, Eucharistické listy: Pastýřské listy jeho excellence dra. Jósefa Bilczewského, arcibiskupa lvovského, z polského originálu podává Dr. Josef Tumpach, Praha: nákladem vlastním, 1911.